# Tébessa (tỉnh)
Tébessa (tiếng Ả Rập: ولاية تبسة ) là một tỉnh của Algérie. Tébessa cũng là tên tỉnh lỵ tỉnh này, thời cổ có tên là Theveste, giáp biên giới với các vùng thủ hiến Kef, Kasserine, Gafsa và Tozeur của Tunisia. Một thành phố quan trọng khác ở tỉnh này là El Ouenza.

## Các đơn vị hành chính
Tỉnh này gồm 12 huyện và 28 đô thị. Các huyện bao gồm:
- El Kouif
- Bir El Ater
- El Aouïnet
- Cheria
- El Ogla
- Ouenza
- Negrine
- El Ma Labiodh
- Oum Ali
- Bir Mokadem
- Morsott
- Đô thị cấp huyện: Tébessa